# Macrostylis crassifolia
Macrostylis crassifolia là một loài thực vật có hoa trong họ Cửu lý hương. Loài này được Sond. mô tả khoa học đầu tiên.